# The Brave One
The Brave One is een Amerikaanse-Australische actie-thriller uit 2007 onder regie van Neil Jordan. Jodie Foster werd voor haar rol genomineerd voor een Golden Globe.

## Verhaal
Arts David Kirmani (Naveen Andrews) en radiopresentator Erica Bain (Jodie Foster) zijn dolverliefd en kunnen niet wachten tot ze gaan trouwen. Wanneer ze 's avonds laat in het donker een wandeling maken met hun hond, worden ze in het nauw gedreven door een straatbende. Deze slaat zo hard op het paar in dat Bain drie weken later bij bewustzijn komt in het ziekenhuis. Kirmani is overleden en al begraven.
Nadat Bain zichzelf weet te dwingen de straat weer op te gaan en haar werk te hervatten, koopt ze op straat een illegaal vuurwapen om zich veiliger te voelen. Niet lang daarna is ze er in een winkeltje ongezien getuige van hoe een man zijn vrouw, achter de kassa, doodschiet. De twee stonden op het punt te scheiden en de man was verbolgen dat ze hem zijn kinderen wilde afnemen. Wanneer Bains telefoon afgaat, merkt hij dat er een getuige in de zaak is en gaat op zoek. Daarop schiet Bain hem door een rek heen dood. Verwonderd dat ze niet bijster onder de indruk is van de moord, zoekt ze vanaf dat moment steeds meer situaties op waarin ze grote kans maakt criminele elementen uit haar stad tegen het lijf te lopen, om die dood te schieten als ze daar aanleiding toe geven.
Det. Mercer (Terrence Howard) legt een connectie tussen de verschillende moorden en vermoedt dat er een vigilante actief is in de stad. Bain maakt kennis met hem wanneer ze hem op verschillende van de plaatsen delict tegenkomt en raakt bevriend met hem. Ze begint zich af te vragen of haar zoektocht naar wraak haar niet net zo erg maakt als haar prooien en hoe het kan dat niemand haar stopt. De publieke opinie spreekt zich niettemin grotendeels uit vóór de moorden, die het uitschot van de samenleving snel en daadkrachtig lijken op te ruimen.

## Rolverdeling
| Acteur           | Personage     |
| ---------------- | ------------- |
| Jodie Foster     | Erica Bain    |
| Naveen Andrews   | David Kirmani |
| Terrence Howard  | Det. Mercer   |
| Mary Steenburgen | Carol         |
| Jane Adams       | Nicole        |
| Zoë Kravitz      | Chloe         |